# Rejon jelcowski
Rejon jelcowski (ros. Ельцовский район) – rejon na terenie wchodzącego w skład Rosji syberyjskiego Kraju Ałtajskiego.
Rejon leży we wschodniej części Kraju Ałtajskiego i ma powierzchnię 2.158 km². Na jego obszarze żyje ok. 7,9 tys. osób; całość populacji stanowi ludność wiejska, gdyż w skład tej jednostki podziału terytorialnego nie wchodzi żadne miasto. Ludność rejonu zamieszkuje w 19 wsiach.
Rosjanie stanowią 94,7% ogółu mieszkańców rejonu, a Niemcy – 2,4%.
Ośrodkiem administracyjnym rejonu jest wieś Jelcowka.
Na terenie rejonu znajduje się jedna z części Parku Narodowego „Sałair”.